# Samtgemeinde Hankensbüttel
Samtgemeinde Hankensbüttel is een Samtgemeinde in het Landkreis Gifhorn, in de Duitse deelstaat Nedersaksen. De Samtgemeinde heeft een oppervlakte van 290,27 km² en een inwoneraantal van 9739 (31 mei 2005).

## Structuur van de Samtgemeinde Hankensbüttel
De Samtgemeinde Hankensbüttel bestaat uit de volgende gemeenten en dorpen:
| Structuur van de Samtgemeinde | Structuur van de Samtgemeinde | Structuur van de Samtgemeinde | Structuur van de Samtgemeinde | Structuur van de Samtgemeinde                                          |
| ----------------------------- | ----------------------------- | ----------------------------- | ----------------------------- | ---------------------------------------------------------------------- |
| Gemeente                      | Inwoners (31-12-2003)         | Oppervlakte in km²            | Bevolkingsdichtheid inw./km²  | Dorpen                                                                 |
| Dedelstorf                    | 1 521                         | 76,03                         | 20                            | Allersehl, Dedelstorf, Oerrel, Langwedel, Lingwedel, Repke, Weddersehl |
| Hankensbüttel                 | 4 525                         | 34,82                         | 130                           | Hankensbüttel                                                          |
| Obernholz                     | 940                           | 37,82                         | 25                            | Bottendorf, Steimke, Schweimke, Wettendorf, Wentorf, Wierstorf         |
| Sprakensehl                   | 1 309                         | 83,82                         | 16                            | Behren, Blickwedel, Bokel, Hagen, Masel, Sprakensehl, Zittel           |
| Steinhorst                    | 1 44                          | 57,78                         | 25                            | Steinhorst                                                             |

1. ↑  (de)  Landesamt für Statistik Niedersachsen, LSN-Online Regionaldatenbank, Tabelle A100001G: Fortschreibung des Bevölkerungsstandes, Stand 31. Dezember 2020